# Полтавська капела бандуристів

Полтавська капела бандуристів — капела бандуристів, створена у Полтаві, що існувала від 1925 до 1934 року.

За час своєї історії досягла небуденних успіхів. Через свою наполегливу працю вона стала першим творчим колективом у Радянському Союзі, що дістав запрошення гастролювати по Північній Америці.

## Початки— 1925 і першастудія
Ідея створення капели бандуристів у Полтаві, була втілена в січні 1925 року. Під час гастролей кобзаря І. Кучугури-Кучеренка у Полтаві виникла думка створити студію, яка пізніше переросла в капелу бандуристів. Ще в грудні 1924 року приїжджала в Полтаву Київська капела бандуристів (ККБ) і залишила таке глибоке враження від своїх виступів, що це прискорило створення подібного мистецького колективу в Полтаві.
У кінці січня 1925 року було скликано організаційне засідання. Присутні були професор Володимир Щепотьєв — голова українського національного хору, М. Режів — секретар, професор Овсієвський, мистецький керівник національного хору Ф. Попадич, директор Української книгарні Маркевич, професор Циганенко та майбутні студійці. Група з 13 осіб, які найбільше цікавилися кобзарським мистецтвом, після великих зусиль по придбанню бандур, утворила кобзарську студію при Полтавському селянському будинкові. До складу студії також увійшли найкращі співаки Полтавського національного хору та хору українського автокефального кафедрального собору. Протягом своєї історії Полтавська капела бандуристів (ПКБ) мала невелику кількість учасників — усього 17 чоловік, з яких лише 13 брали участь у студії, якою керував Г. Хоткевич. Із них після Другої Світової Війни залишилися в Україні лише троє. Кожен студієць мав музичну освіту та добрий вокальний досвід. Студія ставила собі за мету поширити кобзарське мистецтво та підняти його на вищий щабель української музичної культури. На перших організаційних зборах обрано чотири старшини: А. Майорець — голова, Сергій Міняйло (брат Павла Міняйла) — заступник, Й. Панасенко — завідувач господарської частини, яка головним чином допомагала доробити бандури для студії, А. Кононенко — секретар і касир.

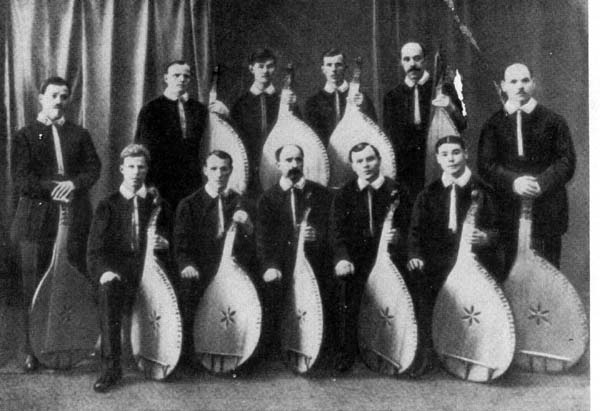
Полтавська капела бандуристів в 1927 р з інструментами М. Домненка

Мистецьким керівником колективу став В. Кабачок, який мав незакінчену вищу музичну освіту (до 1917 року вчився 4 роки по класу контрабаса в Московській консерваторії) і працював викладачем співу та диригентом при Українському автокефальному православному кафедральному соборі. У той час В. Кабачок, як і всі студійці, за винятком Д. Піки, який майстерно володів бандурою, не вміли грати на бандурі. Тож він познайомився ближче з кобзарем І. Кучеренком, і швидко перейняв від нього потрібні матеріали для початкових занять. На першу репетицію студії 5 лютого 1925 р. В. Кабачок прийшов з підготовленими вправами. Спочатку бракувало відповідних бандур, струн, і це заважало навчанню. Й. Панасенко писав «Що то були за бандури! В одних кілки не тримали, інструменти різні по тембру, будова теж відрізнялася і прийшлося добре попрацювати над кожним інструментом, поки можна було їх настроїти й чогось заграти». Настали 65-ті роковини смерті Т. Шевченка (1926 р.). У Полтаві готували відкрити пам'ятник Великому Кобзареві. На репетиції студійців з'явилася делегація з проханням узяти участь у святкуваннях. 10.03.1926 р. кобзарська студія мала свій перший виступ. Урочистості відбулися в Полтавському театрі ім. М. В. Гоголя. Студійці у складі 12 осіб виконали: «Думи мої…», «Ой, літа орел…», «Ой, горе тій чайці…» та «Максим козак Залізняк». Кожну пісню обдаровано гучними довготривалими оплесками.
Після клопотання О. Шраменка студія почала виїздити на села в околиці Полтави з малою концертною програмою. Кожної вільної суботи студія виїжджала на села для освячення парафій УАПЦ. У суботу співає вечірню, а в неділю архієрейську літургію, а увечері — концерт. Автокефальних українських парафій за участю студійців було відкрито понад двісті.
У грудні 1926 р. студія виїхала у подорож до Одеси взяти участь у святкуванні річниці М. Лисенка в Державному драматичному театрі. Після успішного виступу О. Шраменко замовив на літо 1927 р. зал Одеського оперного театру. Полтавці на виступах в серпні, мали переповнений зал. Першу половину концерту студійці виступали а cappella, в другій частині з бандурами. Співали без диригента.
Одеська преса дала високу оцінку виступу полтавців. Після повернення в Полтаву студія була перейменована на «Полтавську округову капелу кобзарів». Щоденна уперта праця над бандурою зміцнила капелу, її художній рівень значно зріс. У 1927 р. капела замовила у відомого полтавського майстра М. Домненка нові частково хроматичні бандури київського зразка та нове концертне вбрання. За перші три роки свого існування капела провела три концертні подорожі Україною та два селами Полтавської округи, давши 249 концертів з доповідями-лекціями (з них безкоштовних — 56 концертів), на яких побувало 122,825 слухачів.
Зокрема в м. Полтаві та її окрузі за 3 роки існування з 1925 р. по 1928 р. капела виступала у Донбасі, в Одесі та околиці, у м. Харкові, Кременчуці, Ромнах і околиці, Херсоні й Миколаєві. До приходу Г. Хоткевича в репертуарі капели було 85 творів у супроводі бандури та фортепіано.

## 1928— Гнат Хоткевич і другастудія

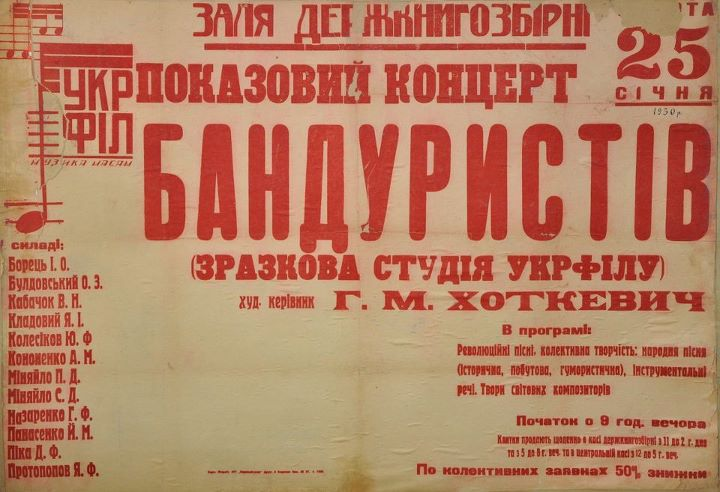
Плакат концерту Полтавськоюї капели бандуристів під керівництвом Гната Хоткевича в січні 1930р.

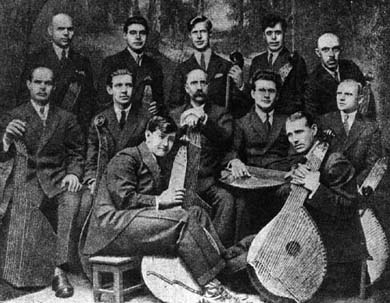
Полтавська капела бандуристів в 1930 р з Харківськими бандурами

Художній керівний ПКБ В. Кабачок познайомився з Г. Хоткевичем у 1926. Після виступу ПКБ на святі з нагоди відкриття пам'ятника Шевченку в Полтаві, В. Щепотьєв листом попрохав Г. Хоткевича щоб він допоміг новоствореному колективу. Г. Хоткевич позитивно відгукнувся на лист В. Щепотьєва і з того часу почалася жваве листування, а згодом і зустрічі В. Кабачка з Г. Хоткевичем. В. Кабачок дістав чимало порад щодо того, як працювати з кобзарським колективом, а згодом Г. Хоткевич надіслав нотні партитури.
У 1928 р. В. Кабачок і Г.Хоткевичем разом почали клопотатися про створення студії під керівництвом самого Г. Хоткевича. Виступ першого випуску студентів Г. Хоткевича в складі квартету бандуристів призвів до того, що голова вищого музичного комітету НКО композитор П. О. Козицький зачитав 24.09.1928 р. на засіданні Укрфілу доповідь «Про організацію центральної зразкової капели кобзарів». На основі цієї доповіді ухвалили створити однорічну студію, щоб піднести кваліфікацію одної з капел до рівня, потрібного для центральної зразкової капели, яка мала б торувати шлях подальшого розвитку кобзарського мистецтва.
Спочатку був намір узяти за центральну капелу ККБ, однак для киян це означало б припинення концертування на час студій, переїзд до Харкова, а тому вони врешті-решт відмовилися. Тоді зупинилися на харківській капелі. Кошторис студії був розроблений на 10 000 карбованців, але ця сума не задовольняла їхніх потреб. Харків'яни теж прагнули продовжувати свої концертні виступи і теж відмовилися від пропозиції.
Нарешті, після довгих клопотань В. Кабачка, вибір зупинився на бандуристах Полтавської капели. Обіцяні на студію гроші чомусь не надходили, було тяжко з житлом у Харкові, але полтавці погодилися працювати за будь-яких умов. Г. Хоткевич офіційно приступив до нової роботи 01.10.1928 р. Учасниками його студії були А. Рябко, О. Булдовський, Я. Кладовий, Д. Піка, Г. Колесник, А. Кононенко, І. Шуліка, Я. Протопопов, С. Міняйло, П. Міняйло, Г. Назаренко і Й. Панасенко. З Києва приїхав на Студію І. Борець. Усіх, включаючи художнього керівника капели В. Кабачка — 13 осіб.
Керівник ПКБ В. Кабачок став трансмісійним помічником Г. Хоткевича. Потреба в такому помічникові обумовлювалася тим, що Г. Хоткевич не міг щоденно приїздити на заняття з Харкова в Полтаву, а тому розробляв навчальну програму на кожний тиждень і давав усі потрібні інструкції В.Кабачкові, а той потім опрацьовував ці матеріали зі студійцями. Отже, В. Кабачок у супроводі одного з членів капели в кінці кожного тижня (переважно в суботу чи неділю) приїжджав до Г. Хоткевича в Харків, звітував за пророблену тижневу роботу і одержував завдання на наступний тиждень. Г. Хоткевич таким способом мав нагоду персонально та й індивідуально позайматися з кожним учасником студії. Г. Хоткевич крім цього приїжджав у Полтаву один раз на місяць, щоб самому наочно перевірити успіхи й недоліки засвоєння студійцями програмного матеріалу і все, що треба, тут же на місці виправити.
На студійську роботу, відділ Полтавської політосвіти замість обіцяних 10 000 крб., які були початково розписані в кошторисі, асигнував тільки 2 000 карбованців. В. Кабачок ходив до М. Скрипника, щоби збільшити цю суму, і писав у листі до Г. Хоткевича: «Чекаючи т. Скрипника, зустрів я Христового, з яким трохи переговорив у справі капели: він сказав, що більше того, що ми маємо, що він не дасть ні одної копійки (2 000 к.) і коли я сказав, що хіба ж можна поставити на ноги за 2 000 крб. бандуру на ту височінь, на якій вона мусить бути, що на таку суму ні одна організація не може піднятися й утриматися, що при таких умовах немає гарантії, що організація збережеться, — вона мусить самоліквідуватися, що ж, каже, це діло хазяйське, самоліквідуйтеся, ви нас цим не залякуйте, а більше того, що й не сподівайтеся. От Вам де культура, тут і розвиток бандури, тут і те джерело, що дає підтримку, дає силу для дальшої роботи. Де піддержки шукати? Чи варто взагалі працювати? Навіщо ж були оті дискусії в часопису, в журналах про бандуру та гармошку?»
Не маючи фінансів, кожний член студії працював, на основному місці роботи. Учасники студії опинилися у гіршій фінансовій скруті коли кілька учасників студії були звільнені з роботи за те, що «заробляли» грою на бандурі. Вісім студійців із дванадцяти стали безробітними, а були людьми сімейними. Їм почали давати дотації в сумі 25 крб. на місяць, щоб дати змогу безробітним жити і зберегти організацію.
Учасники капели отримали ще цілий рік студійного навчання. Кожен із них підписав зобов'язання щодня приділяти три вечірні години бандурі протягом року. Перше півріччя відводили на вправи, а друге — на вивчення репертуару. Усі студійці мешкали за 3 км од міста. Увечері після праці треба було пройти пішки 6 км. Негода, завірюха, злива, тріскучи морози не стримували їх і вони вчасно приходили на заняття. За рік репетицій, а їх було 350, не було жодного пропуску писав Й. Панасенко.
Бандуристам треба було перевчитися на інший спосіб гри на бандурі. Метода Г. Хоткевича була складніший технічно. Виготовлення бандур харківського типу забрало б чимало часу, тому студійці користувались на початок незручними київськими бандурам М. Домненка, і на них великими труднощами осягали нову техніку. За рік чи вірніше за рік із чвертю (від 1.Х.1928 до 22.І.1930 рр.) студійці належно засвоїли Хоткевичеву техніку бандурної гри опанували різноманітний репертуар, що включав думи, історичні й побутові народні пісні, а також окремі твори класиків і новітніх композиторів. За відліку точку свого репертуару мали вокально-інструментальну поему «Байда». У стінах їхньої студії зродилися такі обробки народних пісень: «А в полі корчомка…», «Пісня про Нечая», «Заповіт» та інші.

## Іспит та професійна діяльність

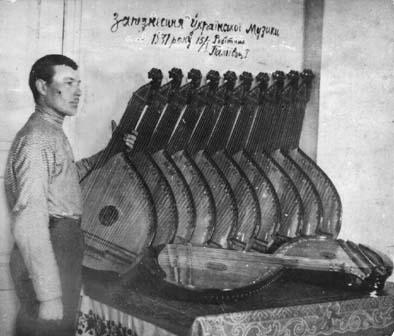
Г. Паліївець і нові харківські бандури з механікою для перестроювання та з демфереом — 1931 р.

Іспитовий виступ перед Державною конкурсною комісією очоленою композитором П. Козицьким відбувся 22.І.1930 р. Після більш як задовільного провірку студія одержала паспорт «Першої зразкової капели Наркомосу УСРР» й була підпорядкувана Укрфілу.
Зал під час іспиту був ущерть переповнений. Були всі «вершки» столиці. Бандуристи були одягнені в спеціально пошиті Укрфілом костюми в сорочках з українською вишивкою. Концерт несподівано вразив усіх дуже високим рівнем. Шедевром усього концерту була «Поема про Байду». Г. Хоткевич спершу вийшов на естраду і, зробивши перший рух рукою, відійшов і сів у першому ряду. Капела виконувала всю програму без диригента. Після концерту учасників студії перевели на становище професійної групи з назвою «Полтавська показова капела бандуристів-співців» під егідою Харківської філармонії.
У зв'язку з тим що за цілі 14 місяців члени ПКБ лише одержали 2000 крб. замість запланованих 10,000 були зроблені й інші спроби щоби одержати якісь інші додаткові фонди щоби бодай частково оплатити інструментів, пюпітри, костюми, за навчання, транспортацію та гонорар за скомпонований репертуар. Лише 5 квітня 1931 р., через рік після першого концерту студійців Г. Хоткевич нарешті дістав якусь грошову компенсацію за твори, які він скомпонував. Українське акціонерне філармонічне товариство придбало у нього право на виконання капелою кобзарів таких нових творів: «Байда», «Нечай», «Наїхали чумаки…», «Від малого до великого…», «Дванадцять косарів», «Незаможницька», «Пісня незаможника», «Більше надії, брати…», «Ой, зацвіла папороть…», «Етюд — Quasi una serenada», «Попадя» та «Марш». Майже ввесь цей репертуар виконувався на показовому концерті в січні 1930 р.
В. Уманець, тоді студент музично-театрального технікуму, був на концерті Полтавської капели, коли вона виступала в Києві в 1931 р. В. Уманець писав «Під час концерту перед музикантами стояли металеві пульти, посередині сидів Володимир Андрійович (Кабачок), який злегка тактував диригентською паличкою, іноді беручи в руки бандуру. Діяльність Полтавської капели ознаменувала новий етап у розвитку кобзарської справи». Г. Хоткевич протягом короткого часу керував капелею і далі розписував твори для неї, використовуючи технічні можливості нових бандур з механічним перестроювачем, які сконструював Г. Паліївець у 1931 р., а також почав готувати твори для капели в супроводі симфонічного оркестру. «Це факт історичної вартости: перші кроки вступу народнього українського інструмента до світового характеру ансамблів».

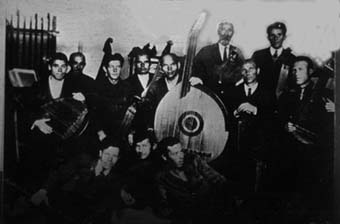
Полтавська капела бандуристів 1932 р.

Г. Хоткевич підготував капелу до виступу на Першій сільсько-господарській виставці в Москві. Із цієї нагоди він створив чимало нових творів, зокрема «Дума: Буря на Чорному морі» та опрацював російську народну пісню «Вниз по матушке по Волге» і т.ін. Деякі твори були розписані для капели бандуристів у супроводі симфонічного оркестру. Проте, виступ ПКБ у супроводі симфонічної оркестру не відбувся, а про виступи капели в Москві Г. Хоткевич пізніше писав: «В Москві хвалили — але за музику, за справжню музику ніхто тих виступів не вважав. До якого-небуть задрипаного піаніста вже було серйозне відношення, його могли лаяти, гнати зі сцени, але вважали за музиканта. А тут — нічого, просто порожнє місце. І коли хвалиться, то тільки тому, що неловко лаять чи сміятися. Коріння такого відношення лежить в нас самих, в тому, що ми самі не поважаємо свого інструмента.»
Виступ ПКБ в Москві справила глибоке враження на диригента Червоноармійського ансамблю пісні та танцю О. В. Александрова. Він пропонував полтавцям як мистецькій одиниці увійти повністю до складу ансамблю. Полтавці на пропозицію відмовилися.

## Записи та закордонні гастролі
У Москві ПКБ мала нагоду записати деякі твори на платівки, але, художня рада в Москві більше звертала увагу на коротенькі жартівливі пісні, а не на монументальні твори які створив Г. Хоткевич. Було записано 12 творів, з яких 6 народного характеру. Платівки були випущені в 1933 р.. З них лише три твори були в обробці Г. Хоткевича: «Піп та попадя», «Горлиця», «В місяці ілюї випала пороша…».
Московські виступи ПКБ привернули увагу американського імпресаріо який запросив їх на гастролі по США, Канаді та Англії. Це мало бути перші гастролі колективу з Радянського Союзу по Північній Америці. ПКБ готувалася до закордонної подорожі, щоб повторити тріумфальну подорож який В. Андреєва раніше зробив з оркестром балалайок. У діаспорних календарних виданнях Канади та США з'явилися рекламні матеріали про приїзд ПКБ які надіслав композитор П. Козицький. Був заплачений завдаток в сумі $15000 американським імпресаріо, але гастролі з невідомих причин не відбулися.

## Занепад та утиски від Радянської влади
ПКБ за те почали жорстоко і надмірно експлуатувати. Вона давала понад 27 концертів на місяць — 24 концерти платні, а кілька безплатних, «шефських». Така жорстока експлуатація ПКБ з 26-28 виступів на місяць із часом дала свої наслідки: «….поставили в такі умови, що люди не могли витримати, поспадали з голосів, про якийсь дальший розвиток, про удосконалення не було й мови..» Філармонія на чотири місяці висилає ПКБ в Донбас, але бандуристи повернулися в Полтаву лише через 6 місяців. Більшість творів, які Г. Хоткевич розписав, були зняті з репертуару капели. Наркомос в Харкові затверджував весь поданий репертуар, а на місцях у Донбасі і в інших центрах були свої реперткоми, які викреслювали всі історичні народні пісні та думи. Робилося це вказівкою АПМУ. Шедевр «Закувала та сива зозуля…» був викреслений з репертуару як і «Думи мої» Т. Шевченка. Твори М. Лисенка, К. Стеценка, М. Леонтовича, О. Кошиця були заборонені, і капела залишилися без репертуару.
Репертуар оновлявся в той спосіб, що давали до виконання речі ніби стовідсотоково ідеологічні, бо писали здебільшого ті речі люди, які бандуру не знали, можливостей її так само, а писали, як і усякий може писати для любого інструмента — аби не було какофонії. «І показова капела втратила свою показовість, стала одною з капел з тою лиш різницею, що трохи іншим способом грала.» Із часом од творчих здобутків Г. Хоткевича у репертуарі та у виконанні мало що лишилося. Навіть «Інтернаціонал» який Г. Хоткевич розробив для капели був заборонений до виконання.
|                 | Я, ... буду писати й складати ці твори для потомства |
| — Гнат Хоткевич |                                                      |

Г. Хоткевич боровся за капелу та репертуар який він для неї створив. Свідченням атмосфери, що запанувала тоді в Україні, а також про події, пов'язані з захистом репертуару для капели, є уривок з статті «Національна концепція Гната Хоткевича», яку написав голова АПМУ, редактор журналу «Радянська музика» О. Білокопитов. "Бандуристу Гнату Хоткевичу музична секція Головреперткому заборонила низку одверто націоналістичних творів. Хоткевич прийшов до тодішнього заступника голови Вищого репертуарного комітету і в присутності багатьох композиторів почав істерично кричати, що він, мовляв, під нашу ідеологію підроблятись не буде. «Я, говорив він, буду писати й складати ці твори для потомства». Як бачите, зовсім не двозначний був натяк, бо ясна річ, на яке потомство розраховує Хоткевич, пишучи явно націоналістичні твори. Ця одверто політична демонстрація пройшла без усяких відповідних реагувань тільки тому, що Хоткевич, як то кажуть, не вилазив із кабінету Скрипника. Більш того, після цієї демонстрації він іде до Скрипника із скаргою й дістає від нього розпорядження: «Ці твори дозволяються до виконання».
В 1933 р. Г. Хоткевича звільнили з керівництва ПКБ а керувати нею став В. Кабачок. Після самогубства М. Скрипника в липні 1933 р. всі композиції та обробки Г. Хоткевича потрапили під повну заборону. Г. Хоткевич писав наступного року: «…Речі забороняють, знімають з репертуару тоді, коли вже виконувалися… Сиділа на відповідальному місці відповідальна людина безпартійного толку, яка всього боялася і поклала за основну засаду: лучче перезаборонить, ніж недозаборонить — і під скальпель попали найневинніші в політичному смислі речі. Я оскаржив у свій час ту заборону, але зроблено було так, що моя заява просто не розглядалася».
Г. Хоткевич ці рядки писав в часи найглибшої депресії, коли не було ніякої платні, коли наклали на нього великі податки й вимагали повернення авансів на раніше замовлених творів, коли його діяльність критикували в пресі, коли лежав в лікарні поранений, зате він ніколи не втрачав надію на краще й оптимістично дивився на майбутнє. «І все ж настане час, коли бандурне мистецтво не буде залежати від осіб, а розвиватиметься звичайним історичним ходом, як і всяке інше.»
Після відходу Г. Хоткевича від керівництва ПКБ умови роботи і напрям колективу різко змінилися. Почалася жорстока експлуатація. У 1932-33 рр. Й. Панасенко у своїх спогадах писав: «… Капела переживає ці роки голоду разом з мільйонами українського народу. Її не звільняють від довгих концертових подорожей. Проводячи надранній засів, урядові чинники висилали капелан, опухлих від голоду, на Роменщину для обслуговування концертами голодних селян. На власні очі побачили бандуристи вимерші села. Самі ішли пішки з бандурами, бо коня вже не було жодного, а по дорозі валялися не поховані мертві і ті, що вже доходили.»

## 1935 та реформація капели
Повна деградація у виконавстві була пов'язана з арештом керівника В. Кабачка в Києві у січні 1934 року. Разом із арештом В. Кабачка зникла вся нотозбірня і, серед іншого, унікальні партитури Г. Хоткевича. В. Кабачка звільнили з-під арешту лише через три місяці, без будь-яких пояснень, але до ПКБ він вже не повернувся. Художнім керівником ПКБ став Д. Піка, але арешти й затримання членів капели тривали. ПКБ виступала в складі восьми, а згодом семи учасників. Від січня до жовтня 1934 року, протягом 10 місяців, ніхто не одержав платні. У 1935 році на основі Кобзарського хору та Полтавської капели створили показову «Українську державну зразкову капелу бандуристів». Керівником призначили Миколу Михайлова, а Данило Піка став його заступником.

## Учасники полтавської капели
1. Іван Борець, (1929–1931) — розстріляний у 1937 р.
2. Олександр Булдовський, (1925–1934) — загинув на фронті
3. Володимир Кабачок, (1925–1934) — художній керівник, заарештований в січні 1934 р.
4. Яків Кладовий, (1925–1934) — репресований в 1938 р.
5. Юрко Колісник, (1925–1934) — учасник УКБ імені Т. Шевченка
6. Андрій Кононенко, (1925–1934) — секретар, парторг, пізніше учасник Київської капели бандуристів
7. Тихон Медведєв, (1932–1934) — зник безвісти під час війни
8. Павло Міняйло, (1925–1934) — учасник УКБ імені Т. Шевченка
9. Сергій Міняйло, (1925–1934) — пізніше учасник Київської капели бандуристів
10. Григорій Назаренко, (1925–1934) — учасник УКБ імені Т. Шевченка
11. Йосип Панасенко, (1925–1934) — учасник УКБ імені Т. Шевченка
12. Данило Піка, (1925–1934) — заступник художнього керівника, загинув на фронті
13. Яків Протопопов, (1925–1934) — учасник УКБ імені Т. Шевченка, помер в Німеччині
14. Шраменко Олесь
15. Шуліка Іван
16. Рябко Андрій